# Robert Elem
Robert „Mojo“ Elem (* 22. Januar 1928 in Itta Bena, Mississippi; † 5. Februar 1997) war ein US-amerikanischer Bluesmusiker. Er spielte Bass und Gitarre.

## Leben
Elem wurde in Itta Bena geboren, er wuchs also in einer fruchtbaren Bluesgegend auf. Sein erstes Instrument war die Gitarre und er lernte sie, indem er Gitarristen wie Robert Nighthawk und Ike Turner beobachtete. Im Alter von 20 Jahren kam er nach Chicago, wo er bald als professioneller Musiker arbeitete. Er spielte Rhythmusgitarre in der Band von Arthur „Big Boy“ Spires mit dem Mundharmonikaspieler Lester Davenport. 1956 wechselte er zum damals in Chicago auftauchenden E-Bass, schon alleine, um sich von den vielen Gitarristen abzuheben, die ebenfalls Arbeit in den Clubs von Chicago suchten. Er gründete eine Band mit dem Harmonikaspieler Earl Payton und Freddie King als Gitarristen. Mit ihm spielte er auf Kings erster Single für das El-Bee Label Ende 1956. Nach Kings Erfolgen wurde dieser zum Bandleader und Elem blieb die nächsten acht Jahre in seiner Band. In den 1950er und 1960er Jahren spielte er auch oft in Klubs in Chicagos Westside, darunter mit Magic Sam, Junior Wells, Shakey Jake Harris, Jimmy Dawkins und Luther Allison. In der Band von Otis Rush spielte er auch kurz. Als Bandleader nahm er nur wenige Alben auf, war aber immer ein gesuchter Begleitmusiker.

## Diskographie
- 1978 Mojo Boogie – Storyville
- 1994 Mojo Boogie! – St. George
- 1997 Pink – MJ12[2]